# Ephialtes longicornis
Ephialtes longicornis är en stekelart som först beskrevs av Pfeffer 1913.  Ephialtes longicornis ingår i släktet Ephialtes och familjen brokparasitsteklar. Inga underarter finns listade i Catalogue of Life.